# Selección juvenil de rugby de Francia
La selección juvenil de rugby de Francia es el equipo nacional de rugby regulado por la Federación Francesa de Rugby (FFR).
La edad de sus integrantes varía según la edad máxima permitida en cada torneo, en los mundiales juveniles actuales son para menores de 20 años (M20), en el pasado compitió con selecciones de menores de 19 y de 21, denominándose, M19 o M21 según fuera el caso. A nivel continental compite en el Seis Naciones M20.

## Uniforme
Como en toda selección deportiva francesa, la indumentaria de la juvenil de rugby es camiseta azul, short blanco y medias rojas. A veces usa todo azul.

## Palmarés
- Campeonato Mundial (3): 2018, 2019, 2023.

- Mundial M19 (19): 1969, 1970, 1971, 1974, 1975, 1976, 1977, 1978, 1979, 1980, 1981, 1982, 1983, 1985, 1986, 1988, 1992, 1995, 2000.[1][2]

- Mundial M21 (1): 2006.

- 6 Naciones M20 (4): 2009, 2014, 2018, 2025.

- 6 Naciones M21 (2): 2000, 2002.

- Europeo M18 (8): 2004, 2007, 2008, 2009, 2010, 2015, 2016, 2017.

## Participación en copas
| - Gales 2008: 6º puesto - Japón 2009: 5º puesto - Argentina 2010: 5º puesto - Italia 2011: 4º puesto - Sudáfrica 2012: 6º puesto - Francia 2013: 5º puesto - Nueva Zelanda 2014: 6º puesto - Italia 2015: 4º puesto - Inglaterra 2016: 9º puesto - Georgia 2017: 4º puesto - Francia 2018: Campeón invicto - Argentina 2019: Campeón - Italia 2020: Cancelado - Sudáfrica 2023: Campeón - Sudáfrica 2024: 2º puesto - Italia 2025: 4º puesto - Georgia 2026: A disputarse - Seis Naciones M20 2008: 3º puesto - Seis Naciones M20 2009: Campeón - Seis Naciones M20 2010: 4º puesto - Seis Naciones M20 2011: 2º puesto - Seis Naciones M20 2012: 2º puesto - Seis Naciones M20 2013: 5º puesto - Seis Naciones M20 2014: Campeón invicto - Seis Naciones M20 2015: 2º puesto - Seis Naciones M20 2016: 2º puesto - Seis Naciones M20 2017: 2º puesto - Seis Naciones M20 2018: Campeón - Seis Naciones M20 2019: 2º puesto - Seis Naciones M20 2020: Cancelado - Seis Naciones M20 2021: 2º puesto - Seis Naciones M20 2022: 2º puesto - Seis Naciones M20 2023: 2º puesto - Seis Naciones M20 2024: 3º puesto - Seis Naciones M20 2025: Campeón | - Francia 2000: Campeón - Sudáfrica 2004: 2º puesto - Sudáfrica 2005: 5º puesto - EAU 2006: 4º puesto - Irlanda del Norte 2007: 5º puesto - Sudáfrica 2002: 5º puesto - Inglaterra 2003: 5º puesto - Escocia 2004: 5º puesto - Argentina 2005: 4º puesto - Francia 2006: Campeón - Argentina 1999: 4º puesto - Australia 2001: 3° puesto - Summer Series M-20 2022: 5º puesto |